# 마데이라 제도
마데이라(/məˈdɪərə/ 또는 /məˈdɛərə/ 포르투갈어: [mɐˈðɐjɾɐ] ( 듣기)), 공식적으로 마데이라 자치구(포르투갈어: Região Autónoma da Madeira)는 포르투갈의 자치구이다. 그것은 북대서양, 마카로네시아 지역에 위치한 군도로, 카나리아 제도—스페인—에서 북쪽으로 400 킬로미터 (250 mi), 모로코에서 서쪽으로 520 킬로미터 (320 mi), 포르투갈 본토에서 남서쪽으로 805 킬로미터 (500 mi) 떨어져 있다. 마데이라는 아프리카 지각판에 위치하고 있지만 문화적, 정치적, 민족적으로 유럽과 연관되어 있으며, 이곳의 인구는 주로 포르투갈 정착민의 후손이다. 2021년 인구는 251,060명이었다. 마데이라의 수도는 본섬의 남쪽 해안에 있는 푼샬이다.
군도에는 마데이라, 포르투산투, 데제르타스 섬이 포함되며, 별도의 사바지 섬 군도와 함께 관리된다. 인구의 약 절반이 푼샬에 거주한다. 이 지역은 포르투갈 헌법에 규정된 마데이라 자치구의 행정 정치 규정을 통해 정치적, 행정적 자치권을 가지고 있다. 이 지역은 가장 바깥쪽 지역으로서 유럽 연합의 필수적인 부분다. 마데이라는 일반적으로 지중해 여름 가뭄과 겨울 비가 있는 온화/온건한 아열대 기후를 가지고 있다. 많은 미기후가 다른 고도에서 발견된다.
당시 무인도였던 마데이라는 1419년 항해왕 엔리케의 부하인 포르투갈 선원들이 영유권을 주장했고 1420년 이후에 정착했다. 이 군도는 대항해시대의 탐험 기간 중 처음으로 영토가 발견된 곳이다.
마데이라는 포르투갈인뿐만 아니라 영국인(2021년 148,000명 방문)과 독일인(113,000명)에게도 일년 내내 인기 있는 휴양지다. 포르투갈에서 가장 인구가 많고 인구 밀도가 높은 섬이다. 이 지역은 마데이라 와인, 동식물로 유명하며 선사시대 월계수 숲은 유네스코 세계문화유산으로 분류되었다. 이 목적지는 EarthCheck에서 인증을 받았다. 푼샬의 주요 항구는 오랫동안 크루즈선 도킹에서 포르투갈의 주요 항구였으며 유럽, 카리브해, 북아프리카를 오가는 대서양 여객 크루즈의 중요한 중간 기착지였다. 또한 마데이라 자유무역지구로도 알려진 마데이라 국제 비즈니스 센터가 1980년대에 설립되었다. 여기에는 (주로 세금 관련) 인센티브가 포함된다.

## 지리
마데이라 제도는 아프리카 대륙의 해안에서 520km, 유럽 대륙의 해안에서 1,000km 정도 떨어져 있다. 주요 섬은 마데이라섬, 포르투산투섬, 데제르타스 제도, 셀바젱스 제도이다.
동쪽 해안가는 길고 좁은 석회질의 바위들로 구성되어 있는데, 화석 침대(Fossil Bed)라고 불리기도 한다. 이곳에는 조개더미, 나무 뿌리의 모습을 한 지질 구조도 나타난다. 1년 내내 관광객을 맞는 휴양지이다.

### 기후
마데이라 제도는 산악 구조를 이루며, 북쪽과 남쪽의 기후차가 상당하다. 남쪽의 경우 평균 기온이 20°C 정도이고 온난다습하다. 전체적으로는 해양성 아열대 기후에 속하는데, 비가 아주 많지는 않다. 해수 온도는 26°C(여름철) ~ 17°C(겨울철)이다.
| Funchal, capital of Madeira의 기후                                      | Funchal, capital of Madeira의 기후 | Funchal, capital of Madeira의 기후 | Funchal, capital of Madeira의 기후 | Funchal, capital of Madeira의 기후 | Funchal, capital of Madeira의 기후 | Funchal, capital of Madeira의 기후 | Funchal, capital of Madeira의 기후 | Funchal, capital of Madeira의 기후 | Funchal, capital of Madeira의 기후 | Funchal, capital of Madeira의 기후 | Funchal, capital of Madeira의 기후 | Funchal, capital of Madeira의 기후 | Funchal, capital of Madeira의 기후 |
| 월                                                                      | 1월                                | 2월                                | 3월                                | 4월                                | 5월                                | 6월                                | 7월                                | 8월                                | 9월                                | 10월                               | 11월                               | 12월                               | 연간                               |
| ----------------------------------------------------------------------- | ---------------------------------- | ---------------------------------- | ---------------------------------- | ---------------------------------- | ---------------------------------- | ---------------------------------- | ---------------------------------- | ---------------------------------- | ---------------------------------- | ---------------------------------- | ---------------------------------- | ---------------------------------- | ---------------------------------- |
| 역대 최고 기온 °C (°F)                                                  | 25.5 (77.9)                        | 27.0 (80.6)                        | 30.5 (86.9)                        | 32.6 (90.7)                        | 34.2 (93.6)                        | 34.7 (94.5)                        | 37.7 (99.9)                        | 38.5 (101.3)                       | 38.4 (101.1)                       | 34.1 (93.4)                        | 29.5 (85.1)                        | 25.9 (78.6)                        | 38.5 (101.3)                       |
| 일평균 최고 기온 °C (°F)                                                | 19.7 (67.5)                        | 19.7 (67.5)                        | 20.4 (68.7)                        | 20.6 (69.1)                        | 21.6 (70.9)                        | 23.4 (74.1)                        | 25.1 (77.2)                        | 26.4 (79.5)                        | 26.4 (79.5)                        | 24.9 (76.8)                        | 22.6 (72.7)                        | 20.7 (69.3)                        | 22.6 (72.7)                        |
| 일일 평균 기온 °C (°F)                                                  | 16.7 (62.1)                        | 16.6 (61.9)                        | 17.2 (63.0)                        | 17.5 (63.5)                        | 18.6 (65.5)                        | 20.6 (69.1)                        | 22.2 (72.0)                        | 23.2 (73.8)                        | 23.2 (73.8)                        | 21.8 (71.2)                        | 19.6 (67.3)                        | 17.9 (64.2)                        | 19.6 (67.3)                        |
| 일평균 최저 기온 °C (°F)                                                | 13.7 (56.7)                        | 13.4 (56.1)                        | 13.9 (57.0)                        | 14.4 (57.9)                        | 15.6 (60.1)                        | 17.7 (63.9)                        | 19.2 (66.6)                        | 20.0 (68.0)                        | 20.0 (68.0)                        | 18.6 (65.5)                        | 16.6 (61.9)                        | 15.0 (59.0)                        | 16.5 (61.7)                        |
| 역대 최저 기온 °C (°F)                                                  | 8.2 (46.8)                         | 7.4 (45.3)                         | 8.1 (46.6)                         | 9.8 (49.6)                         | 9.7 (49.5)                         | 13.2 (55.8)                        | 14.6 (58.3)                        | 16.4 (61.5)                        | 16.6 (61.9)                        | 13.4 (56.1)                        | 9.8 (49.6)                         | 6.4 (43.5)                         | 6.4 (43.5)                         |
| 평균 강수량 mm (인치)                                                   | 74.1 (2.92)                        | 83.0 (3.27)                        | 60.2 (2.37)                        | 44.0 (1.73)                        | 28.9 (1.14)                        | 7.2 (0.28)                         | 1.6 (0.06)                         | 2.0 (0.08)                         | 32.9 (1.30)                        | 89.5 (3.52)                        | 88.8 (3.50)                        | 115.0 (4.53)                       | 627.2 (24.7)                       |
| 평균 강수일수 (≥ 0.1 mm)                                                | 12                                 | 10                                 | 9                                  | 8                                  | 6                                  | 3                                  | 1                                  | 2                                  | 6                                  | 9                                  | 10                                 | 13                                 | 87                                 |
| 평균 월간 일조시간                                                      | 167.4                              | 171.1                              | 204.6                              | 225.0                              | 213.9                              | 198.0                              | 244.9                              | 260.4                              | 225.0                              | 204.6                              | 168.0                              | 164.3                              | 2,447.2                            |
| 출처: Instituto de Meteorologia, ClimaTemps.com for Sunshine hours data |                                    |                                    |                                    |                                    |                                    |                                    |                                    |                                    |                                    |                                    |                                    |                                    |                                    |

### 기타
축구선수 크리스티아누 호날두가 태어난 곳이기도 하다.

## 사진

마데이라 제도
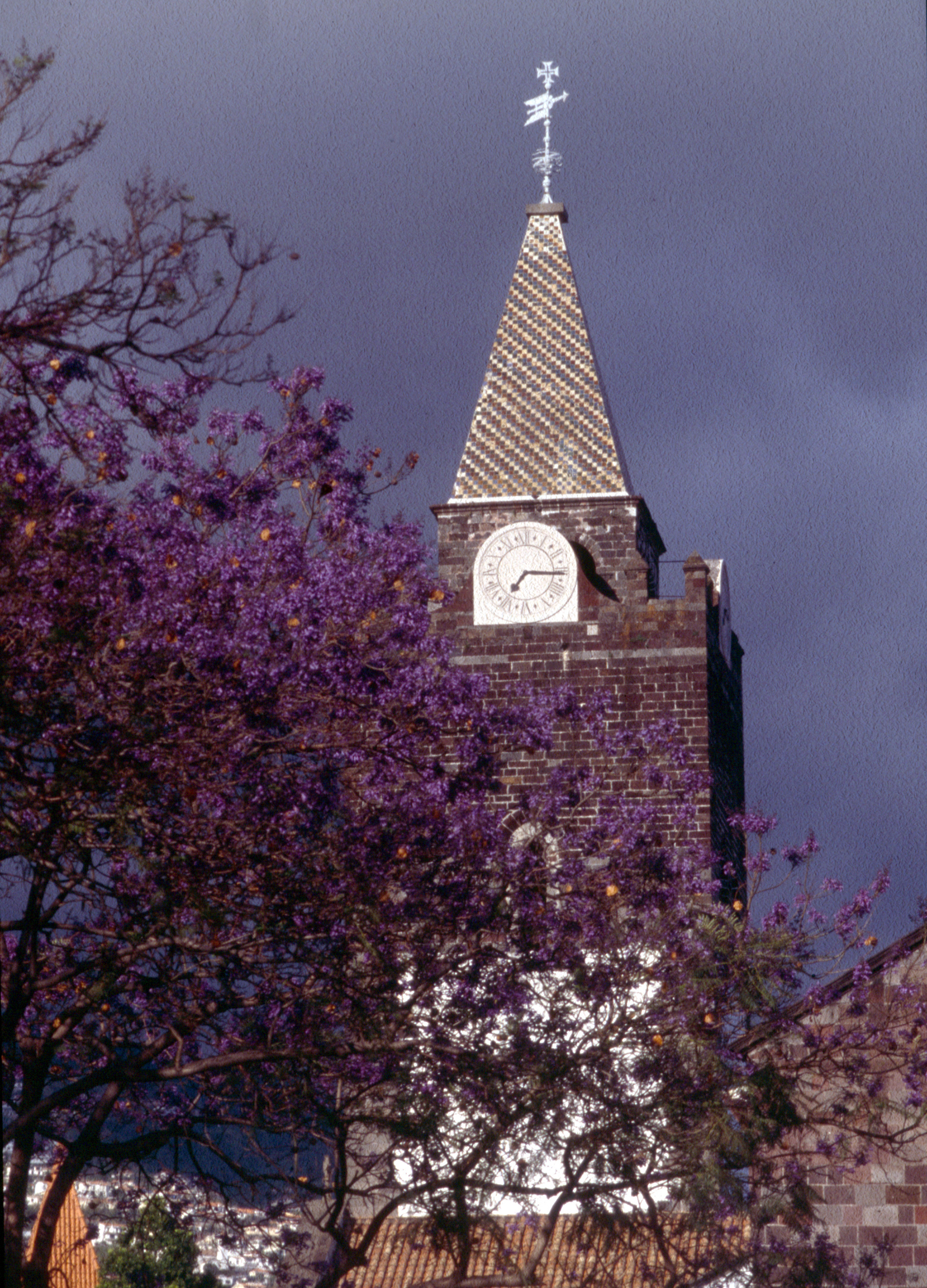
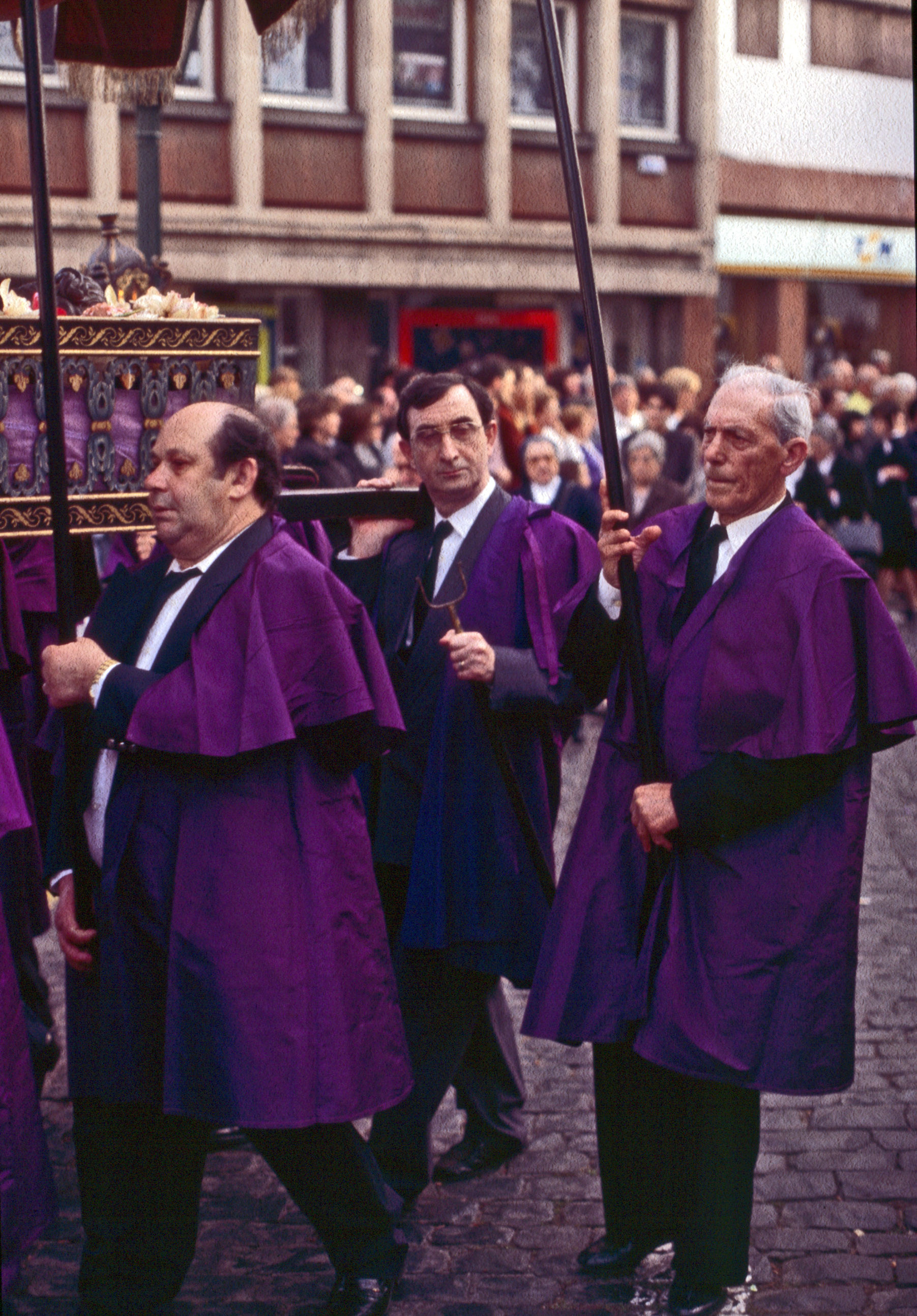
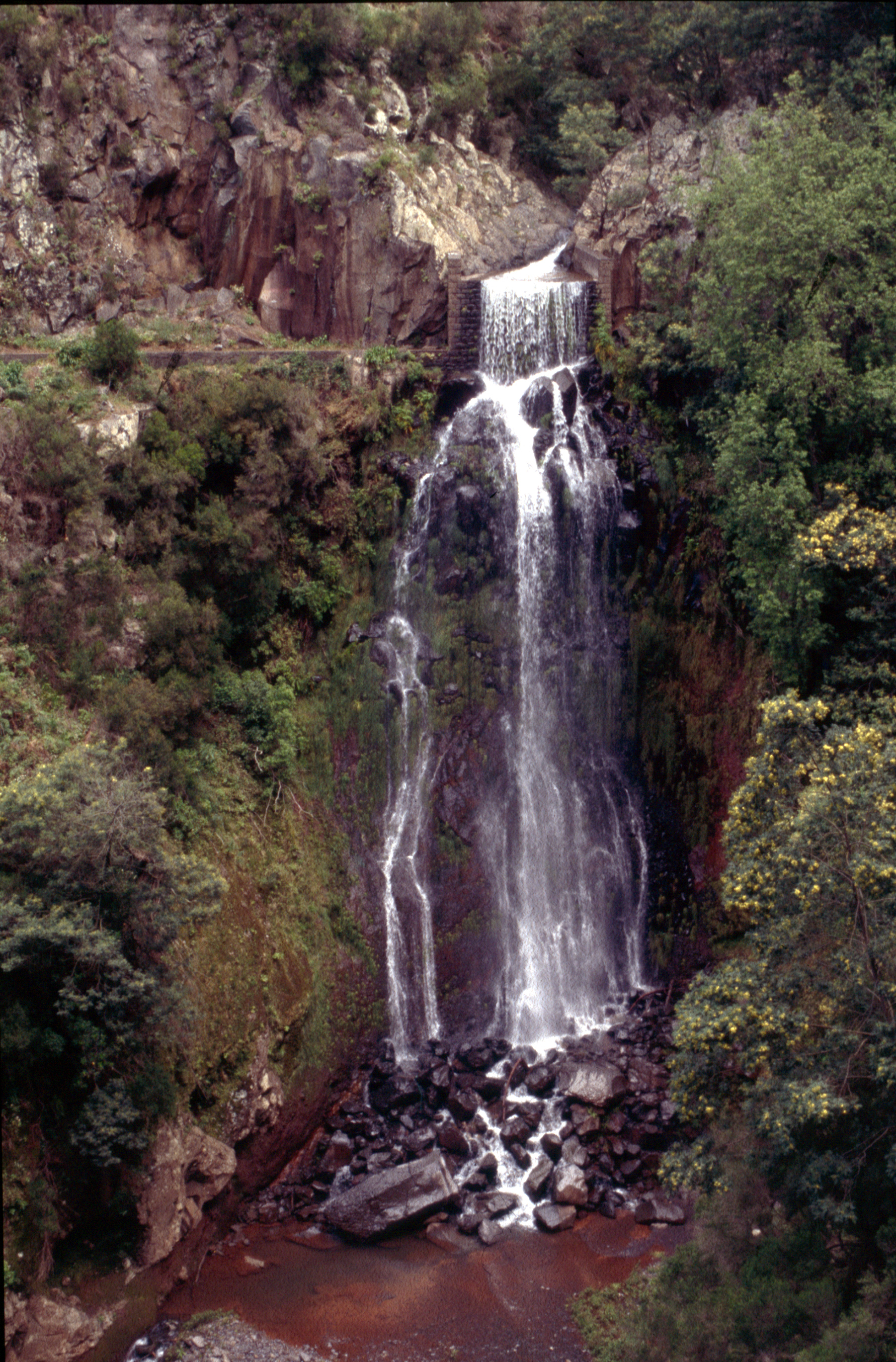
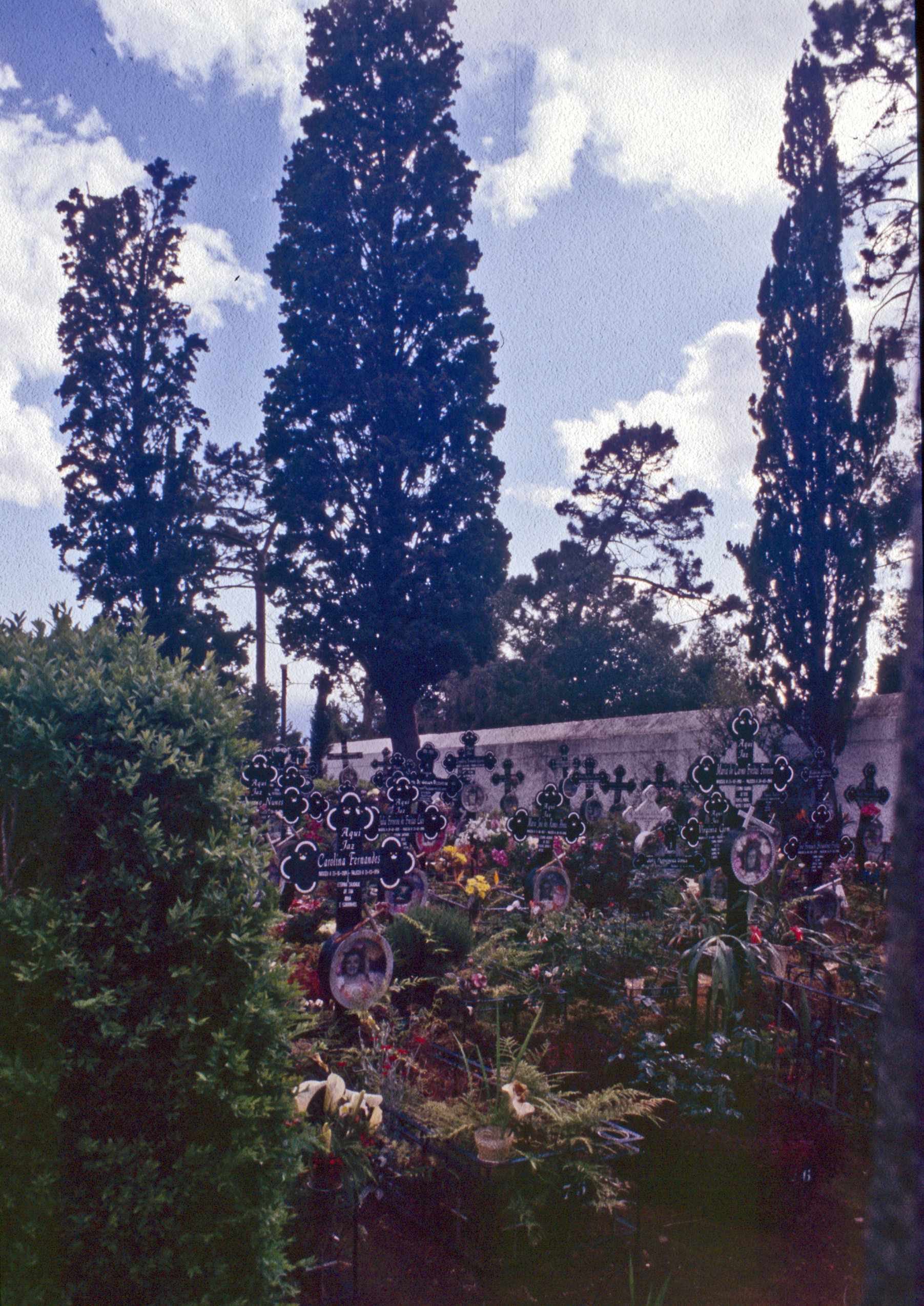
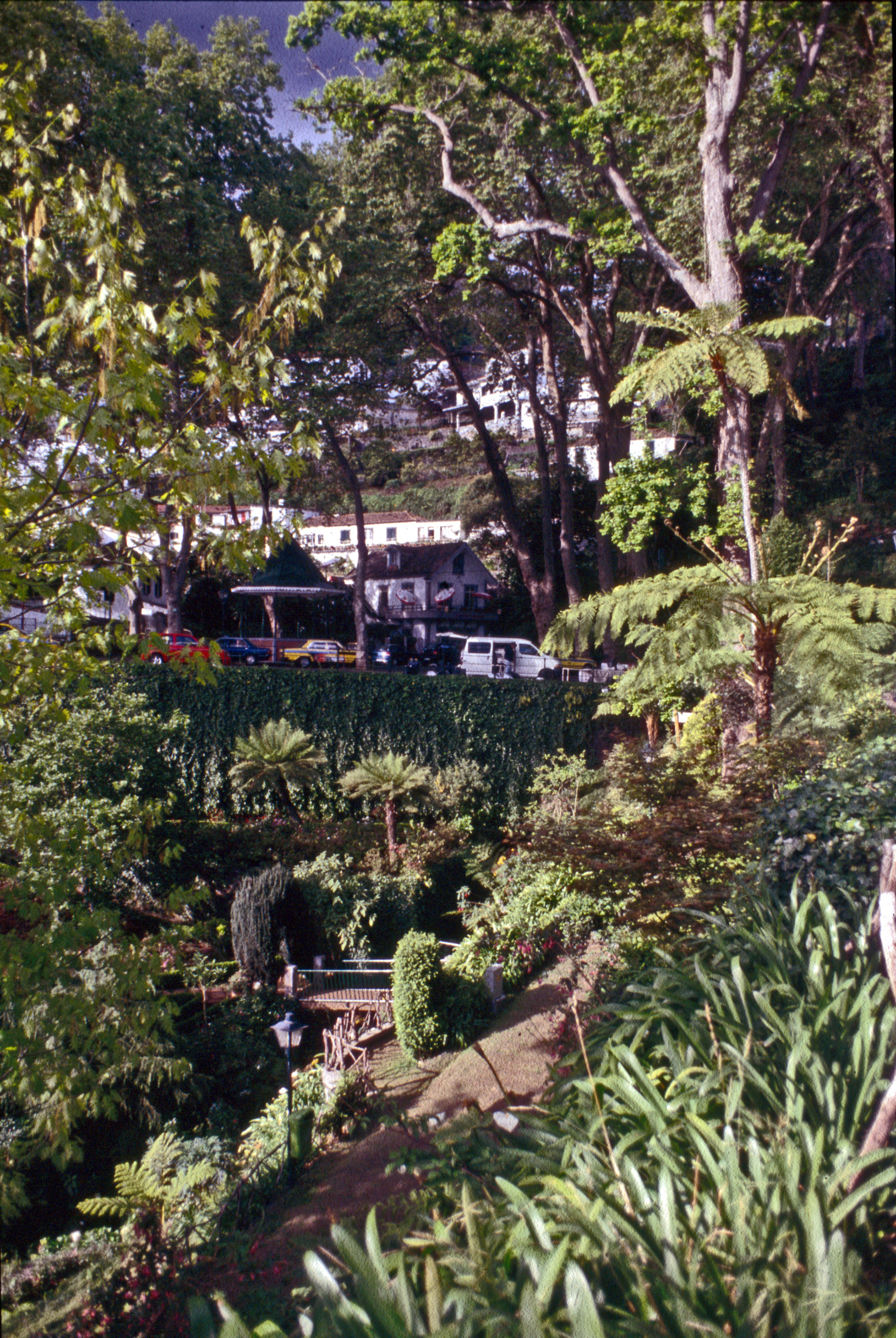
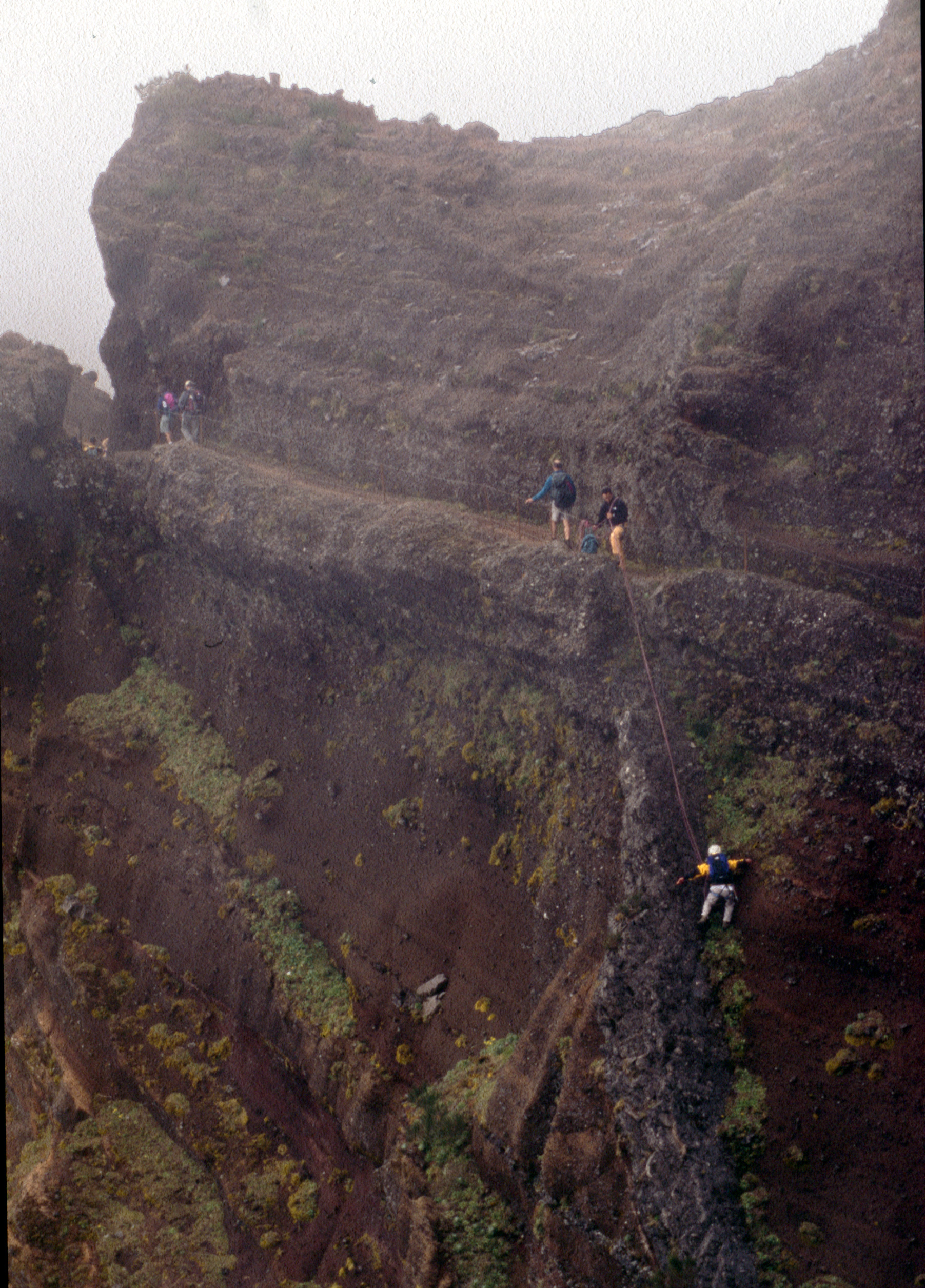
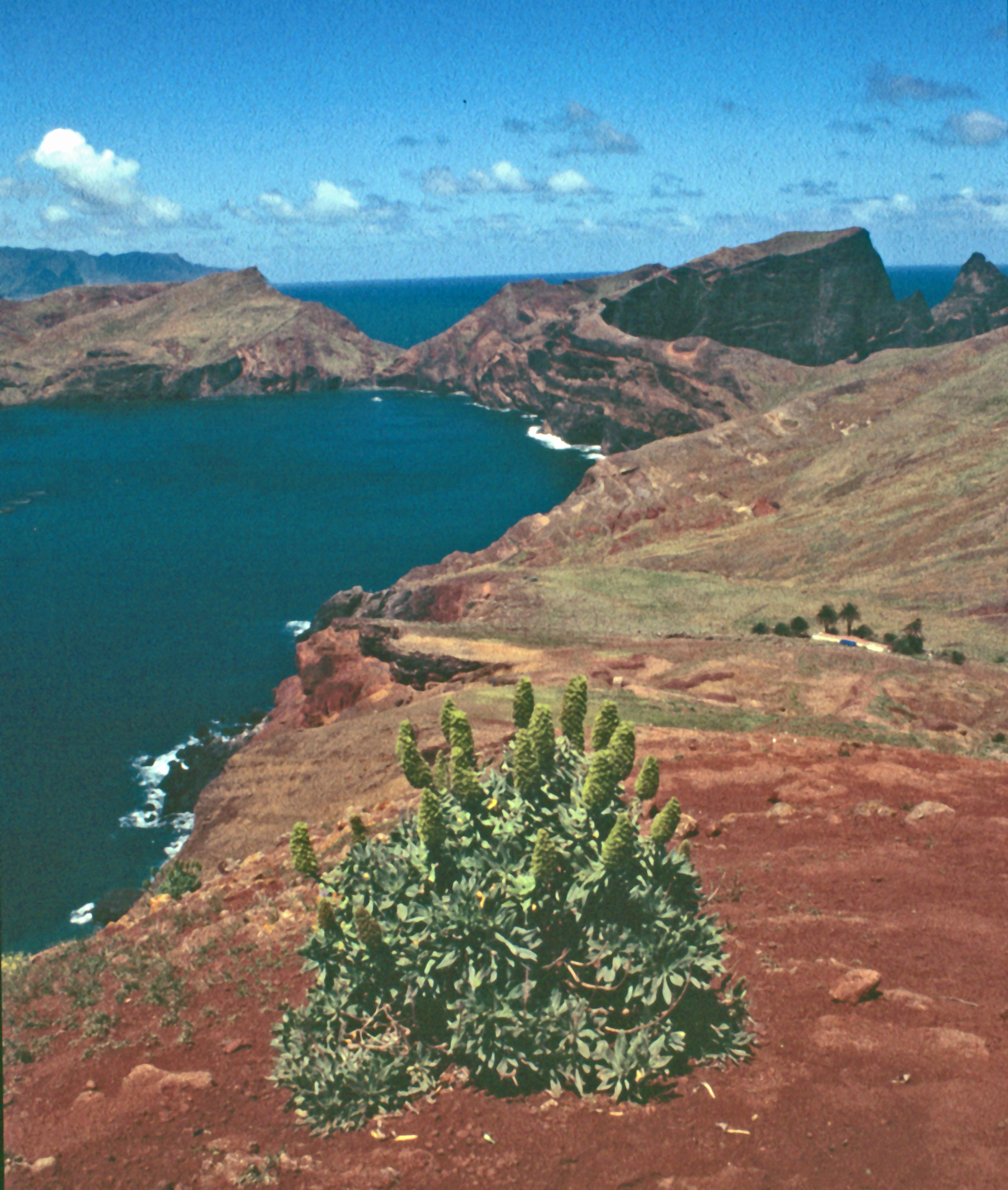

## 자매 도시
마데이라 제도에는 다음과 같은 자매 도시들이 있다.:
 이탈리아 발레다오스타주 (1987년)
 저지 (1998년)
 남아프리카 공화국 이스턴케이프
 대한민국 제주특별자치도 (2007년)
 지브롤터 (2009년)

## 우표
포르투갈은 1868년부터 여러 기간 동안 마데이라를 위한 우표를 발행했다.

## 같이 보기
- "Have Some Madeira M'Dear"
- Geology of Madeira
- List of birds of Madeira
- Madeira Islands Open, an annual European Tour golf tournament
- Surfing in Madeira
- Islands of Macaronesia
  - Azores
  - Cabo Verde
  - Canary Islands

### 참고 문헌
- Pitta, Nicholas Cayetano de Bettencourt (1812). 《Account of the Island of Madeira》. London: C. Stewart Printer. hdl:2027/hvd.hxjfzu.
- Koebel, William Henry (1909). 《Madeira: Old and New》. London: Francis Griffiths.
- Dervenn, Claude (1957). 《Madeira》. 번역 Hogarth-Gaute, Frances. London: George G. Harrap and Co.
- Walvin, James (2000). 《Making the Black Atlantic: Britain and the African Diaspora》. London: Cassell.